# Raghunathpur (PS-Dankuni)
Raghunathpur (PS-Dankuni) è una suddivisione dell'India, classificata come census town, di 7.996 abitanti, situata nel distretto di Hooghly, nello stato federato del Bengala Occidentale. In base al numero di abitanti la città rientra nella classe V (da 5.000 a 9.999 persone). L'acronimo PS sta per Police Station.

## Geografia fisica
La città è situata a 22° 39' 51 N e 88° 20' 24 E.

## Società

### Evoluzione demografica
Al censimento del 2001 la popolazione di Raghunathpur (PS-Dankuni) assommava a 7.996 persone, delle quali 4.115 maschi e 3.881 femmine. I bambini di età inferiore o uguale ai sei anni assommavano a 834, dei quali 430 maschi e 404 femmine. Infine, coloro che erano in grado di saper almeno leggere e scrivere erano 5.867, dei quali 3.293 maschi e 2.574 femmine.